# Steven Holcomb
Steven Holcomb (14. dubna 1980 Park City – 6. května 2017 Lake Placid) byl americký bobista, trojnásobný medailista ze zimních olympijských her.

## Život

### Sportovní kariéra
Rodák z Park City Steven Holcomb se od dětství věnoval mnoha sportům – lyžování, americkému fotbalu, fotbalu, baseballu, atletice a dalším. V roce 1998 se začal věnovat bobovému sportu a záhy se dostal do americké reprezentace. V letech 1999 až 2006 byl členem Národní gardy a byl několikrát vyznamenán.
Už před olympijskými hrami v Salt Lake City v roce 2002 byl členem posádky pilota Briana Shimera, ale na poslední chvíli byl nahrazen Danem Steelem a sám pak na hrách působil jako předjezdec.
V následujícím olympijském cyklu povýšil do pozice pilota a v Turíně v roce 2006 poprvé startoval na olympijských hrách. Ve čtyřbobu skončil šestý a ve dvojbobu čtrnáctý.
V roce 2007 se Holcomb stal vítězem celkového hodnocení světového poháru dvojbobů, a to jako první americký bobista v historii. O dva roky později se stal na mistrovství světa 2009 v Lake Placid vítězem závodu čtyřbobů a získal bronz na dvojbobu a v družstvech. Jeho čtyřbob s nápisem Night Train (Noční vlak) vynikal speciálním designem a Holcomb ho používal i v reklamních kampaních. Byla to první zlatá medaile mužských amerických bobistů od roku 1948.
V roce 2010 znovu vyhrál celkové hodnocení světového poháru a na zimních olympijských hrách ve Vancouveru v roce 2010 dosáhl ve čtyřbobu na třetí místo.
Nejúspěšnější období zažil v letech 2012 až 2014. Na mistrovství světa 2012 v Lake Placid vyhrál tři zlaté medaile, o rok později ve Svatém Mořici přidal jednu zlatou a jednu bronzovou medaili. Na olympijských hrách v Soči obsadil třetí místa jak ve dvojbobu se Stevem Langtonem, tak ve čtyřbobu. První olympijskou medaili v kategorii dvojbobů pro USA po 62 letech vyhrál s náskokem pouhých 0,03 sekundy před celkově čtvrtým bobem Rusa Kasjanova.
Celkem byl ve své kariéře šedesátkrát do třetího místa v závodech světového poháru. Ve své poslední sezoně 2016/17 obsadil v celkovém hodnocení světového poháru druhé místo v pořadí dvojbobů a třetí ve čtyřbobech.

### Zdravotní problémy
V roce 2002 mu lékaři diagnostikovali keratokonus, dědičnou degenerativní chorobu očí. Přestože podstoupil neinvazivní experimentální zákrok, který v roce 2008 částečně zlepšil jeho stav, jeho zrak se dál postupně zhoršoval. V autobiografii But Now I See: My Journey from Blindness to Olympic Gold (Ale teď vidím : Moje cesta od slepoty k olympijskému zlatu) z roku 2013 připustil, že kvůli chorobě trpěl depresemi a pokusil se neúspěšně o sebevraždu.
6. května 2017 byl nalezen mrtvý v tréninkovém komplexu v Lake Placid.